# Renzo Magnanini
Iro Magnanini, da tutti conosciuto come Renzo Magnanini (Bondeno di Gonzaga, 18 ottobre 1920 – Bentivoglio, 12 agosto 2006), è stato un pittore e scultore italiano.

## Biografia
Nasce a Bondeno (Gonzaga) da Pasquino Magnanini e Rosina Bertolotti. Frequenta a Venezia una scuola di pittura. A causa della chiamata alle armi non riesce a terminare gli studi. Nel maggio del 1941 combatte in Africa. Caduto prigioniero degli inglesi, viene inviato nel campo di concentramento di Zonderwater, 43 km da Pretoria in Sudafrica. Dalla fine del 1943 al 1948 ha la possibilità di dedicarsi alla pittura e soprattutto alla scultura, realizzando opere dedicate alla vita nel campo di concentramento e ritratti di personalità del luogo. Ritornato in Italia dalla prigionia, nel 1948 inizia a lavorare vivendo solo con i proventi della sua produzione artistica.
Le prime gallerie d’arte a cui propone i suoi lavori non mostrano entusiasmo, giudicandoli troppo legati a uno stile classico in un momento storico che prediligeva la modernità nella pittura. Da allora Magnanini decide di non cedere alle lusinghe del mercato e di non esporre nelle gallerie. In una intervista apparsa su Il Messaggero, ormai in tarda età dichiarava: “Sono un artista di 84 anni e non credo nell’arte moderna: è un terribile bluff! Perché mai abbandonare la figura? Decenni fa quando mi dicevano che il disegno non serve a nulla, io replicavo che per un artista è come la tastiera per un pianista!”. 
Renzo Magnanini muore all’ospedale di Bentivoglio, dopo una lunga malattia, il 12 agosto 2006 e viene sepolto nel cimitero di Baricella.
Nel 2021 la moglie Giuliana dona al Comune di Baricella il tavolo da lavoro e il cavalletto dell'artista.

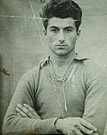
Ritratto del pittore da giovane
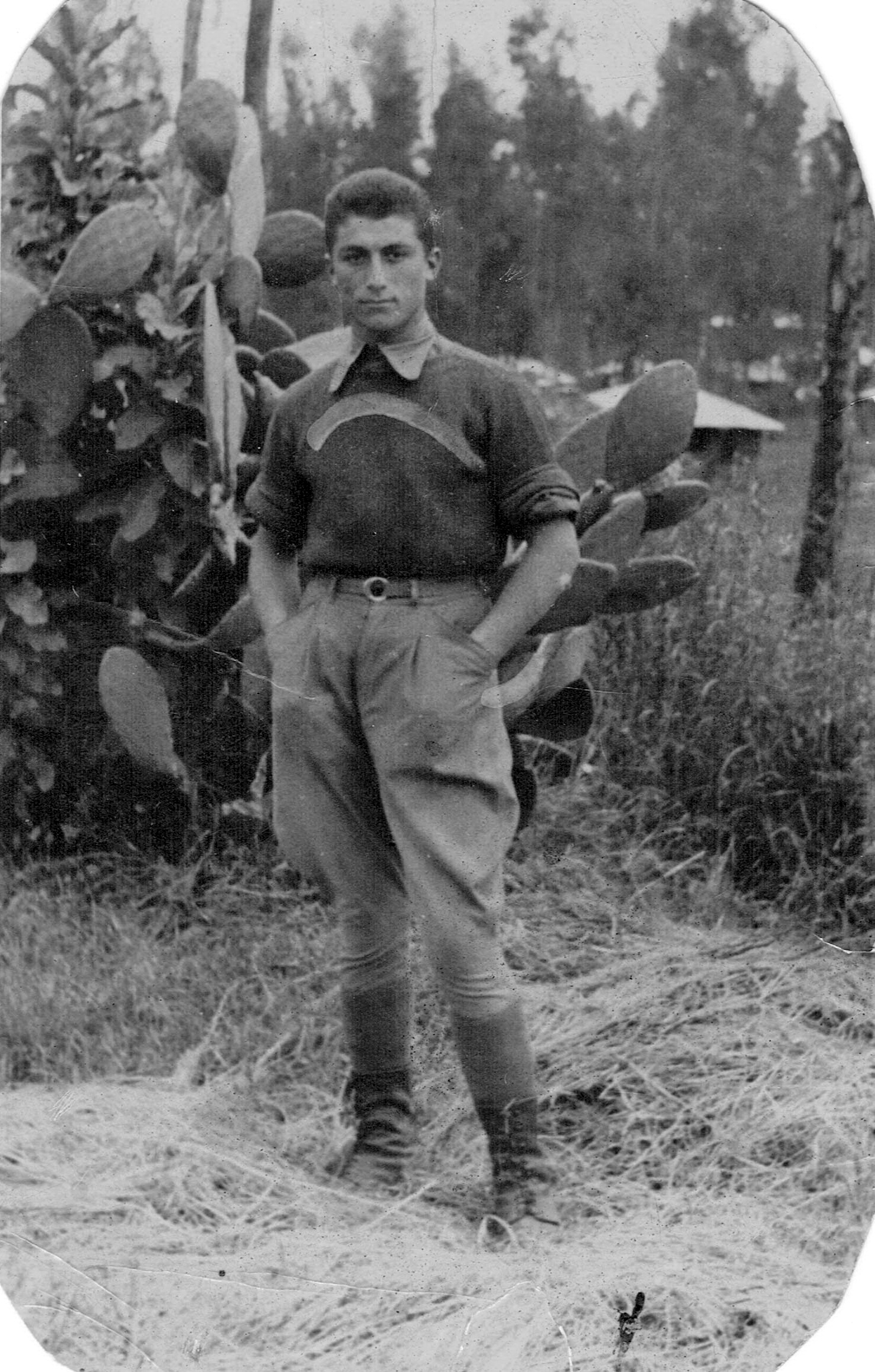
Magnanini durante la guerra
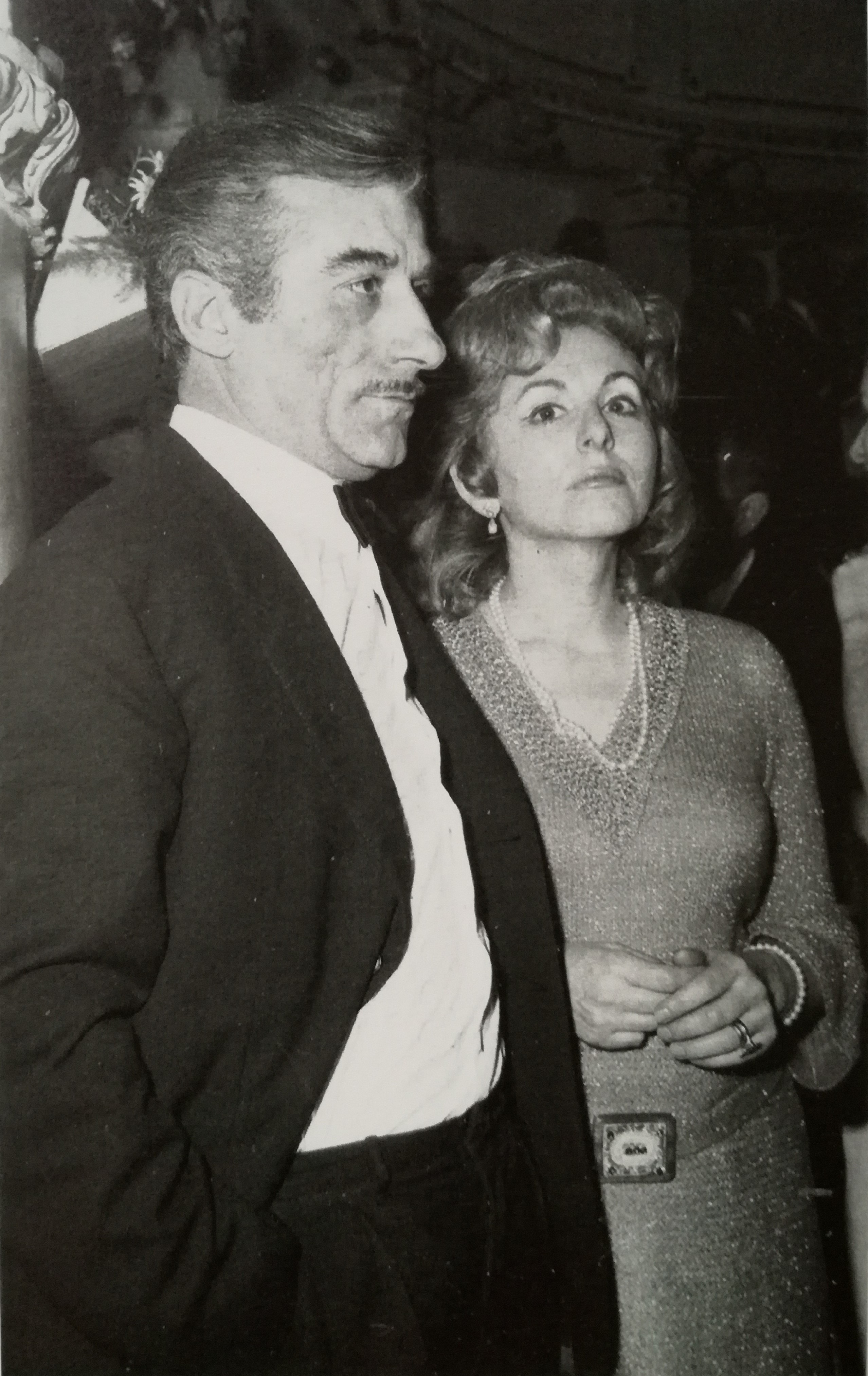
Magnanini con la moglie
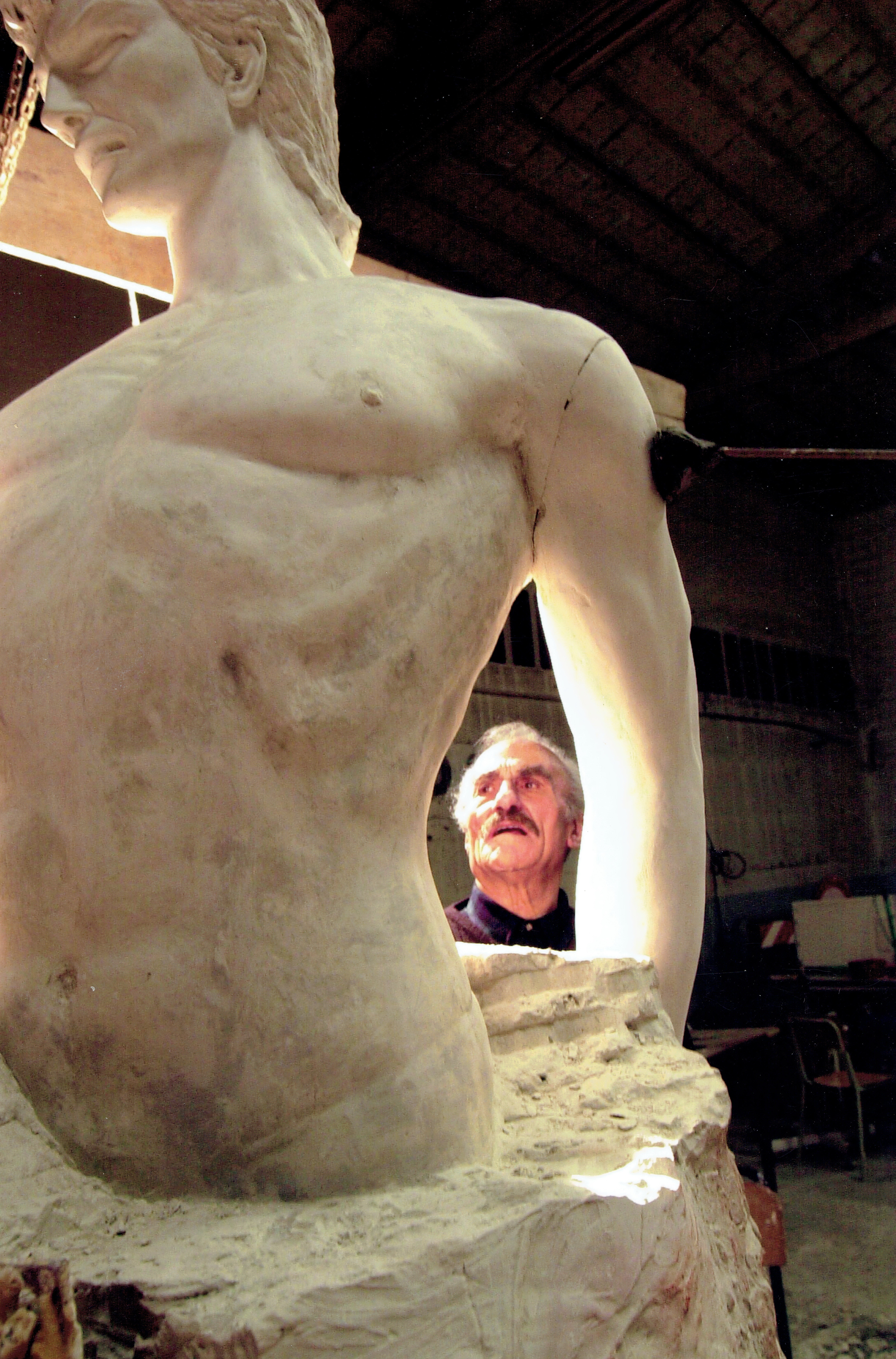
L'artista al lavoro
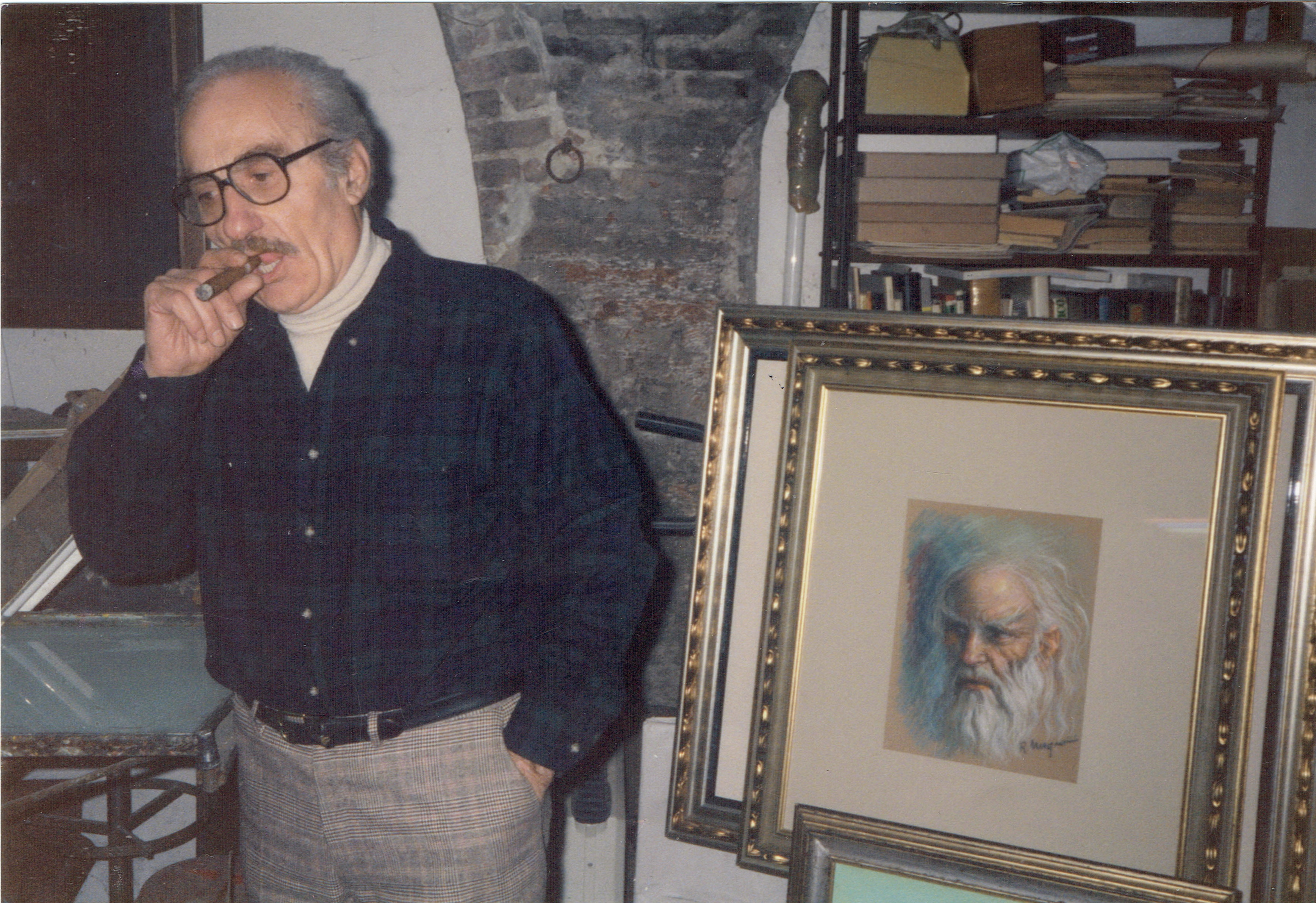
Magnanini con dipinto

## Opere

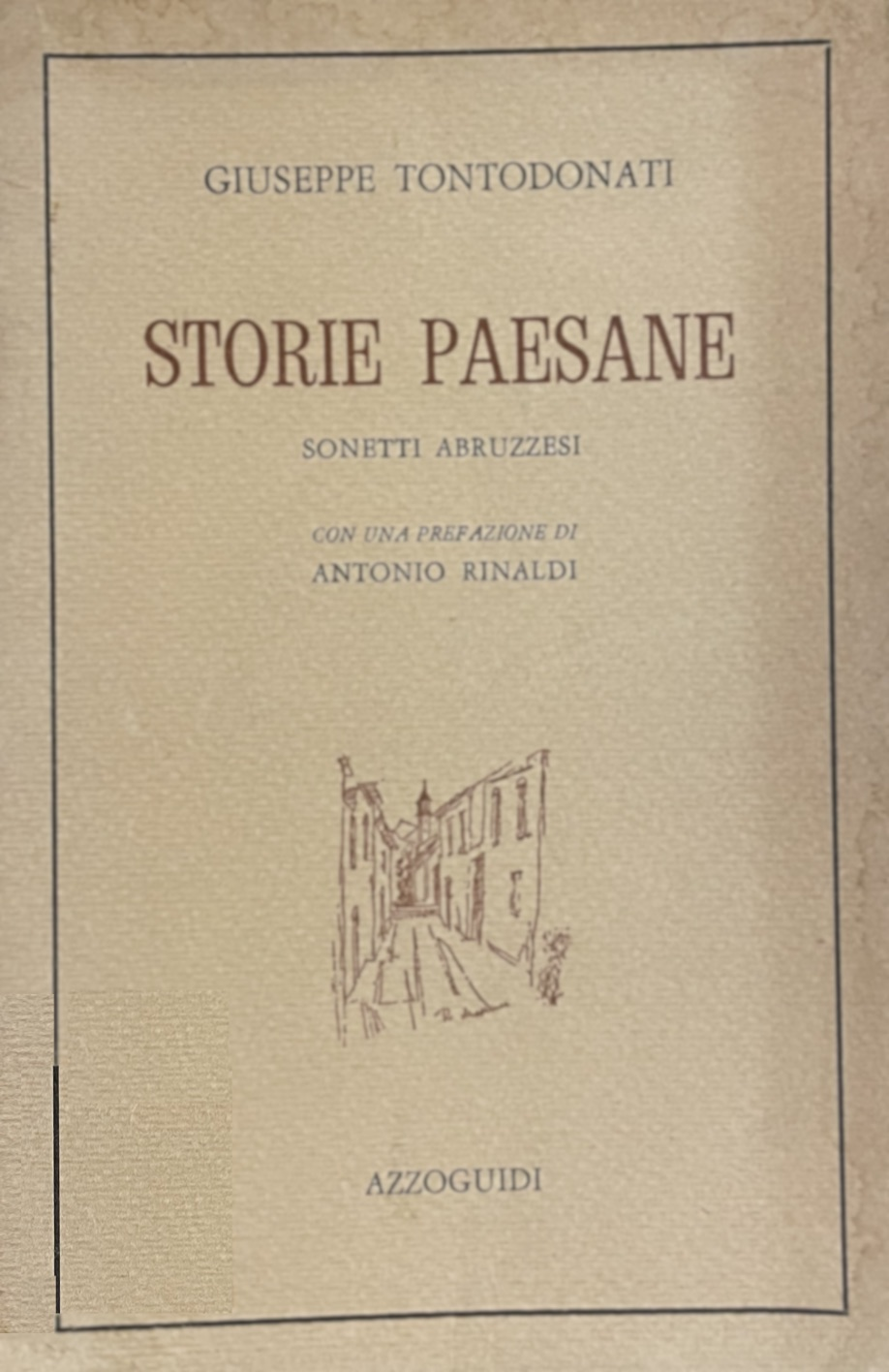
Giuseppe Tontodonati, Storie paesane: sonetti abruzzesi, con una prefazione di Antonio Rinaldi, disegni del pittore Renzo Magnanini, Bologna, Azzoguidi, 1968

Ha realizzato molti quadri di soggetto religioso. In genere si è dedicato alla rappresentazione della figura umana. Molti suoi quadri raffigurano giovani madri insieme ai figli piccoli e sono accomunati da un particolare: la madre non guarda il figlio. Ha realizzato anche nature morte, paesaggi e soggetti floreali. 
Nel 1967 vince un concorso bandito dalla Curia di Bologna e il suo quadro Vita di San Martino de Porres diventa una pala d’altare nella Basilica di San Domenico. Nel 1968 illustra il volume del poeta Giuseppe Tontodonati, Storie paesane, stampato a Bologna dalla tipografia Azzoguidi.
Negli anni Settanta frequenta il Circolo Artistico di Bologna; in seguito collabora come consulente per una ditta di materiali artistici del bolognese. Proprio l’esposizione di alcuni pastelli nella sede dell’azienda lo fa conoscere al pittore russo Pierre Tchakhotine che lo chiama a Jaroslavl' per una mostra di sue opere pittoriche. La stessa mostra viene esposta dal 3 febbraio al 31 marzo 2000 anche a San Pietroburgo a Palazzo Rumiantsev e poi a Mosca presso il Palazzo Bianco.
Il 26 maggio del 1990 il Circolo Amici dell'Arte di Molinella inaugura la mostra di pittura "Magnanini nei collezionisti".
Nel 1999, in visita al museo d'arte di Jaroslavl', Magnanini regala al direttore del museo un disegno di sua fattura che verrà collocato nel settore dedicato alle opere straniere: è un pastello su carta (cm 65x47,8) del 1999 intitolato Il filosofo Eraclito.
Nella primavera del 2000, in seguito alla mostra "Immagini d'Italia e di Russia nell'arte di Renzo Magnanini e Pierre Tchakhotine", la sua opera Deposizione di Cristo dalla croce viene donata dall’artista al museo Ermitage di San Pietroburgo, dove sarà esposta in via permanente. Il 7 Giugno 2006, il Museo dell'Ermitage comunica a Magnanini che la sua opera sarà collocata nella sezione “Arte nuova e contemporanea” di nuova inaugurazione.
Nell'estate 2003, il Comune di Monzuno organizza una mostra di quadri di Magnanini. In settembre, dopo tredici mesi di lavoro, dona al Comune di Baricella, dove risiede da anni, una scultura in bronzo alta oltre tre metri dal titolo L’eterna lotta tra il bene e il male che viene collocata nella piazza a lato del Municipio. È la sua ultima opera, se si esclude l’incompiuta Ultima cena, un olio su tela (cm 150x180) al quale ha lavorato finché è stato in buona salute e che la moglie Giuliana, a suo ricordo, ha donato nel 2014 al Comune di Baricella, dove è esposta nella sala consiliare.

## Le mostre postume
Nel 2007, in contemporanea con Arte Fiera, nelle sale eventi artArt a Bologna si tiene un'esposizione retrospettiva con ritratti a olio, pastelli tecniche miste, acquerelli rappresentanti figure religiose e sculture. Nell’occasione viene presentata la prima biografia di Magnanini.
Nel 2009 la Nuova Galleria d’Arte La Piccola di Bologna, diretta da Ugo Cacace, gli dedica la mostra "Echi di un silenzio…" che espone oli su tela e sculture.
Nel dicembre 2016, nella sala conferenze dell’Istituto Parri di Bologna, vengono esposti alcuni oli su tela del pittore nella mostra "Omaggio a Renzo Magnanini", a cura di Francesco Crupi, esperto d’arte e grande amico del maestro.
Nel settembre 2018 il Comune di Baricella gli intitola la sala mostre del Centro culturale "Il Bargello”.